# John Cookman
John Emory Cookman (ur. 2 września 1909 w Englewood, zm. 19 sierpnia 1982 w Plattsburgh) – amerykański hokeista występujący na pozycji napastnika, reprezentant kraju, srebrny medalista olimpijski.
W 1932 roku na igrzyskach w Lake Placid zdobył srebrny medal olimpijski w turnieju hokeja na lodzie. W turnieju zagrał w pięciu meczach, w których zdobył dwa gole.
Występował w amerykańskiej amatorskiej lidze NCAA. Od sezonu 1929/1930 do sezonu 1930/1931 reprezentował w tych rozgrywkach Uniwersytet Yale. W sezonie 1933/1934 występował w St. Nicholas Hockey Club w Eastern Hockey League (rozegrał 17 spotkań, w których zdobył 3 gole).
W latach 1933–1952 pracował dla New York Trust Company. W 1954 roku rozpoczął pracę w przedsiębiorstwie Philip Morris, od 1967 roku pełnił rolę dyrektora finansowego, a od 1970 roku był starszym wiceprezesem. Karierę w Philipie Morrisie zakończył w 1974 roku.